# Nyangwe
Nyangwe – miejscowość na prawym brzegu rzeki Lualaba, w Demokratycznej Republice Konga, w prowincji Maniema. Był to jeden z głównych punktów handlu niewolnikami z końca XIX wieku. Miasto zostało założone około 1860 roku. 
David Livingstone był pierwszym Europejczykiem, który odwiedził Nyangwe w 1871 roku.
W 1871 r. (przez około dziesięć lat) Nyangwe było arabską bazą handlową. Była to najbardziej wysunięta na zachód arabska osada w środkowej Afryce i wraz z Ujiji i Taborą, jednym z trzech głównych centrów arabskich na szlakach handlowych biegnących ze wschodniego wybrzeża Afryki do wnętrza.
Osiedlając się w Nyangwe, arabscy kupcy i ich siły afrykańskie najpierw wyludnili sąsiednie wioski, a następnie zaatakowali i wysiedlili pierwotnych mieszkańców Nyangwe.